# Grand Prix automobile d'Allemagne 1937
Le Grand Prix automobile d'Allemagne 1937 est un Grand Prix comptant pour le Championnat d'Europe des pilotes, qui s'est tenu sur le Nürburgring le 25 juillet 1937.

## Grille de départ
| 1re ligne | Pos. 3                                     |                                     | Pos. 2                           |                                       | Pos. 1                            |
|           | Von Brauchitsch Mercedes-Benz 9 min 55 s 1 |                                     | Lang Mercedes-Benz 9 min 52 s 2  |                                       | Rosemeyer Auto Union 9 min 46 s 2 |
| 2e ligne  |                                            | Pos. 5                              |                                  | Pos. 4                                |                                   |
|           |                                            | Nuvolari Alfa Romeo 10 min 8 s 4    |                                  | Caracciola Mercedes-Benz 10 min 4 s 0 |                                   |
| 3e ligne  | Pos. 8                                     |                                     | Pos. 7                           |                                       | Pos. 6                            |
|           | Seaman Mercedes-Benz 10 min 12 s 3         |                                     | Müller Auto Union 10 min 12 s 0  |                                       | Hasse Auto Union 10 min 10 s 4    |
| 4e ligne  |                                            | Pos. 10                             |                                  | Pos. 9                                |                                   |
|           |                                            | Kautz Mercedes-Benz 10 min 15 s 3   |                                  | Von Delius Auto Union 10 min 15 s 1   |                                   |
| 5e ligne  | Pos. 13                                    |                                     | Pos. 12                          |                                       | Pos. 11                           |
|           | Rüesch Alfa Romeo 10 min 47 s 2            |                                     | Stuck Auto Union 10 min 35 s 3   |                                       | Farina Alfa Romeo 10 min 27 s 2   |
| 6e ligne  |                                            | Pos. 15                             |                                  | Pos. 14                               |                                   |
|           |                                            | Belmondo Alfa Romeo 11 min 28 s 3   |                                  | Pietsch Maserati 11 min 23 s 1        |                                   |
| 7e ligne  | Pos. 18                                    |                                     | Pos. 17                          |                                       | Pos. 16                           |
|           | Marinoni Alfa Romeo 12 min 1 s 0           |                                     | Severi Maserati 11 min 47 s 3    |                                       | Sommer Alfa Romeo 11 min 30 s 1   |
| 8e ligne  |                                            | Pos. 20                             |                                  | Pos. 19                               |                                   |
|           |                                            | Balestrero Alfa Romeo 12 min 43 s 0 |                                  | Evans Alfa Romeo 12 min 6 s 0         |                                   |
| 9e ligne  | Pos. 23                                    |                                     | Pos. 22                          |                                       | Pos. 21                           |
|           | Cortese Maserati 14 min 4 s 3              |                                     | Soffietti Maserati 13 min 29 s 4 |                                       | Festetics Maserati 12 min 50 s 1  |
| 10e ligne |                                            | Pos. 25                             |                                  | Pos. 24                               |                                   |
|           |                                            | Minozzi Maserati 14 min 47 s 2      |                                  | Hartmann Maserati 11 min 23 s 1       |                                   |
| 11e ligne | Pos. 28                                    |                                     | Pos. 27                          |                                       | Pos. 26                           |
|           |                                            |                                     |                                  |                                       | Teagno Maserati 14 min 57 s 0     |

## Classement de la course
| Pos. | no  | Pilote                  | Écurie              | Châssis            | Tours | Temps/Abandon                       | Grille | Points |
| ---- | --- | ----------------------- | ------------------- | ------------------ | ----- | ----------------------------------- | ------ | ------ |
| 1    | 12  | Rudolf Caracciola       | Daimler-Benz AG     | Mercedes-Benz W125 | 22    | 3 h 46 min 0 s 1                    | 4      | 1      |
| 2    | 14  | Manfred von Brauchitsch | Daimler-Benz AG     | Mercedes-Benz W125 | 22    | + 46 s 2                            | 3      | 2      |
| 3    | 4   | Bernd Rosemeyer         | Auto Union          | Auto Union Type C  | 22    | + 1 min 1 s 3                       | 1      | 3      |
| 4    | 22  | Tazio Nuvolari          | Scuderia Ferrari    | Alfa Romeo 12C-36  | 22    | + 4 min 3 s 9                       | 17     | 4      |
| 5    | 8   | Rudolf Hasse            | Auto Union          | Auto Union Type C  | 22    | + 5 min 25 s 0                      | 6      | 4      |
| 6    | 20  | Christian Kautz         | Daimler-Benz AG     | Mercedes-Benz W125 | 22    | + 6 min 10 s 2                      | 10     | 4      |
| 7    | 14  | Hermann Lang            | Daimler-Benz AG     | Mercedes-Benz W125 | 21    | + 1 tour                            | 2      | 4      |
| 8    | 44  | Hans Rüesch             | Privé               | Alfa Romeo Monza   | 21    | + 1 tour                            | 13     | 4      |
| 9    | 42  | Kenneth Evans           | Privé               | Alfa Romeo Tipo B  | 19    | + 3 tours                           | 19     | 4      |
| Abd. | 34  | Luigi Soffietti         | Privé               | Maserati 6C-34     | 19    | + 3 tours                           | 22     | 4      |
| 10?  | 46  | Ernő Festetics          | Graf Festetics      | Maserati 8CM       | 18    | + 4 tours                           | 21     | 4      |
| 11?  | 54  | Attilio Marinoni        | Scuderia Ferrari    | Alfa Romeo 12C-36  | 18    | + 4 tours                           | 18     | 4      |
| 12   | 28  | Vittorio Belmondo       | Graf Salvi del Pero | Alfa Romeo Monza   | 18    | + 4 tours                           | 15     | 4      |
| Abd. | 48  | László Hartmann         | Privé               | Maserati 8CM       | 18    |                                     | 24     | 4      |
| Abd. | 24  | Giuseppe Farina         | Scuderia Ferrari    | Alfa Romeo 12C-36  | 18    | Allumage                            | 11     | 4      |
| Abd. | 38  | Franco Cortese          | Scuderia Maremmana  | Maserati 6CM       | 7     | Châssis                             | 23     | 6      |
| Abd. | 2   | Ernst von Delius        | Auto Union          | Auto Union Type C  | 6     | Accident mortel avec Richard Seaman | 9      | 6      |
| Abd. | 18  | Richard Seaman          | Daimler-Benz AG     | Mercedes-Benz W125 | 6     | Accident avec Ernst von Delius      | 8      | 6      |
| Abd. | 10  | Hans Stuck              | Auto Union          | Auto Union Type C  | 6     | Moteur                              | 12     | 6      |
| Abd. | 40  | Paul Pietsch            | Privé               | Maserati 6C-34     | 5     | Fuite d'essence                     | 14     | 7      |
| Abd. | 30  | Giovanni Minozzi        | Privé               | Maserati 8CM       | 4     | Accident                            | 25     | 7      |
| Abd. | 52  | Francesco Severi        | Scuderia Maremmana  | Maserati 6C-34     |       | Accident                            | 17     | 7      |
| Abd. | 32  | Renato Balestrero       | Scuderia Maremmana  | Alfa Romeo Tipo B  | 3     | Pompe à essence                     | 20     | 7      |
| Abd. | 36  | Edoardo Teagno          | Scuderia Sabauda    | Maserati 8CM       | 2     | Essieu arrière                      | 26     | 7      |
| Abd. | 32  | Raymond Sommer          | Privé               | Alfa Romeo Monza   | 2     | Essieu arrière                      | 16     | 7      |
| Abd. | 32  | Hermann Paul Müller     | Auto Union          | Auto Union Type C  | 2     | Accident                            | 7      | 7      |
| Np.  | 17? | Walter Bäumer           | Daimler-Benz AG     | Mercedes-Benz W125 |       | Essais seulement                    |        | 8      |
| Np.  | 17? | Heinz Brendel           | Daimler-Benz AG     | Mercedes-Benz W125 |       | Essais seulement                    |        | 8      |
| Np.  | 26  | Carlo Felice Trossi     | Scuderia Ferrari    | Alfa Romeo 12C-36  |       | Pilote pas prêt                     |        | 8      |

- Légende: Abd.=Abandon - Np.=Non partant.

## Pole position et record du tour
- Pole position :  Bernd Rosemeyer (Auto Union) en 9 min 46 s 2.
- Meilleur tour en course :  Bernd Rosemeyer (Auto Union) en 9 min 53 s 4.